# Michel Kettenmeyer
Michel Kettenmeyer (7 febbraio 1989) è un calciatore lussemburghese, centrocampista del Käerjeng 97 II.